# Daemonorops mollispina
Daemonorops mollispina är en enhjärtbladig växtart som beskrevs av John Dransfield. Daemonorops mollispina ingår i släktet Daemonorops och familjen Arecaceae. Inga underarter finns listade i Catalogue of Life.